# スタジオ座円洞
有限会社スタジオ座円洞（スタジオざえんどう、英: Studio ZAENDO Ltd.）は、かつて存在した日本のアニメ制作会社。練馬アニメーション元会員。多くの作品の場合、「スタジオ座円洞」「座円洞」とクレジットされていた。

## 概要
東映動画（現・東映アニメーション）出身の向中野義雄が、フリーランスを経て1982年に作画スタジオとして設立。1993年、北海道札幌市に札幌スタジオを設立したが、2010年8月に閉鎖（代表の向中野は北海道芦別市出身）。テレビシリーズの各話作画下請けのほか、教育用アニメーション、自主制作による長・短編作品の制作を行っていた。過去には、磯光雄などが所属していた。
2016年、「諸事情により休眠」を公式ホームページで告知した。
同年5月17日、座円洞のスタッフ一同により後身となる「株式会社エムケイ座」が新たに設立され、これまでの制作業務を引き継ぐ。取締役であった向中野は退任し、座円洞時代に最高経営責任者であった松本朋之が代表取締役、次席経営責任者であった近藤優次が取締役を務める。 

## 作品履歴

### 自社元請
- 土を喰らう （自社制作長編作品、2000年）
- SomethingGreat -サムシンググレート 地図にない町- （自社制作長編作品、2004年）

### テレビアニメ
- かりあげクン（制作元請：東映動画、原画、1989年-1990年）
- クレヨンしんちゃん（制作元請：シンエイ動画、各話制作協力、1992年-）
- はれときどきぶた（制作元請：グループ・タック、各話制作協力、1997-1998年）
- 甲虫王者ムシキング 森の民の伝説（制作元請：トムス・エンタテイメント、各話制作協力、2005-2006年）
- ふしぎ星の☆ふたご姫 （制作元請：ハルフィルムメーカー、各話制作協力、2005年）
- ARIA The ANIMATION （制作元請：ハルフィルムメーカー、各話制作協力、2005年）
- MÄR-メルヘヴン- （制作元請：SynergySP、各話制作協力、2005年-2007年）
- xxxHOLiC （制作元請：Production I.G、各話制作協力、2006年）
- 働きマン （制作元請：ぎゃろっぷ、各話制作協力、2006年）
- NANA （制作元請：マッドハウス、各話制作協力、2007年）
- ハヤテのごとく! （制作元請：SynergySP、各話制作協力、2007年-2008年）
- 絶対可憐チルドレン （制作元請：SynergySP、各話制作協力、2008年-2009年）
- クロスゲーム （制作元請：SynergySP、各話制作協力、2009年-2010年）
- そらのおとしものf（フォルテ） （制作元請：AIC ASTA、各話制作協力、2010年）
- SKET DANCE （制作元請：タツノコプロ、各話制作協力、2011年）
- クロスファイト ビーダマン （制作元請：SynergySP、各話制作協力、2011年-2012年）
- オズマ （制作元請：LandQ Studios・GONZO、各話作画協力、2012年）
- クロスファイト ビーダマンeS （制作元請：SynergySP、各話制作協力、2012年-）
- みなみけ ただいま （制作元請：feel.、各話制作協力、2013年）
- 俺の妹がこんなに可愛いわけがない。 （制作元請：A-1 Pictures、各話制作協力、2013年）
- 惡の華（制作元請：ゼクシズ、各話制作協力、2013年）
- 人生相談テレビアニメーション「人生」 （制作元請：feel.、各話制作協力、2014年）

### 劇場アニメ
- 聖闘士星矢 真紅の少年伝説 （制作元請：東映動画、協力プロダクション、1988年）
- Dr.スランプ アラレちゃん んちゃ!ペンギン村より愛をこめて（制作元請：東映アニメーション、協力、1993年）
- クレヨンしんちゃん アクション仮面VSハイグレ魔王 （制作元請：シンエイ動画、協力、1993年）
- クレヨンしんちゃん 嵐を呼ぶ モーレツ!オトナ帝国の逆襲 （制作元請：シンエイ動画、協力、2001年）
- クレヨンしんちゃん 嵐を呼ぶ アッパレ!戦国大合戦 （制作元請：シンエイ動画、協力、2002年）

## 関連人物
- 向中野義雄
- 磯光雄
- 近藤優次

- 竹内進二
- 田中良
- 松本朋之